# Strafmandat (Schweiz)
Ein Strafmandat stellt im schweizerischen Militärstrafprozess einen Urteilsvorschlag dar. Geregelt ist es insbesondere in dem Artikel 119 und folgenden des Militärstrafprozesses vom 23. März 1979 (MStP; SR 322.1).
Erlassen wird ein Strafmandat von einem Staatsanwalt (Auditor; einem Angehörigen der Militärjustiz) der zuständigen Auditorenregion nach Durchführung einer Voruntersuchung durch einen Untersuchungsrichter. Die Strafkompetenz des Auditors ist wie folgt beschränkt (Art. 119 Abs. 1 lit. a MStP):
- Freiheitsstrafe von höchstens 30 Tagen,
- Geldstrafe von höchstens 30 Tagessätzen,
- gemeinnützige Arbeit von höchstens 120 Stunden,
- Busse von höchstens 5000 Franken,
- eine Verbindung der erwähnten Strafen.

Der Auditor kann – wiederum begrenzt – auch den Widerruf eines bedingten Strafvollzugs aussprechen.
Das Strafmandat ist schriftlich auszufertigen (Art. 120 MStP). Aus Gründen der Beweissicherung ist das Strafmandat mittels Einschreibens oder als Gerichtsurkunde zu versenden.
Es hat folgende Elemente zu enthalten (Art. 120 MStP):
- die Personalien des Angeklagten;
- den Sachverhalt;
- die Tatsachen, welche die einzelnen Merkmale der strafbaren Handlung erfüllen;
- die rechtliche Würdigung der Tat;
- die Gründe für die Strafzumessung;
- die Strafverfügung;
- den Entscheid über den Widerruf und eine kurze Begründung;
- den Entscheid über Kosten und Entschädigung sowie über anerkannte zivilrechtliche Ansprüche des Geschädigten;
- den Hinweis, dass das Strafmandat rechtskräftig wird, sofern nicht innert 10 Tagen beim Auditor schriftlich Einsprache erhoben wird;
- das Datum sowie die Unterschrift des Auditors.

Der Vorschlag erwächst grundsätzlich in Rechtskraft, wenn er nicht innerhalb einer Frist von 10 Tagen nach Eröffnung, mit anderen Worten Zustellung, angefochten wird (Fristberechnung nach Art. 46 MStP). Die Einsprache kann eine Begründung enthalten; richtet sie sich nur gegen den Entschädigungs- beziehungsweise Kostenentscheid, ist eine Begründung zwingend. Die Einsprache ist nur in Schriftform gültig. Aus Beweisgründen empfiehlt sich das Einschreiben.
Wird gegen ein Strafmandat Einsprache erhoben, gelangt der Fall vor das zuständige Militärgericht, wo dann ein ordentliches Verfahren stattfindet. Das Militärgericht ist in diesem nachfolgenden Verfahren in seiner (tatbestandlichen und rechtlichen) Beurteilung wie auch im Strafmass nicht an das Strafmandat gebunden: Der Einsprecher kann somit besser oder aber auch schlechter wegkommen (kein Verbot der reformatio in peius); allerdings hat das Militärgericht den Anklagegrundsatz zu beachten.
Bis zum Eintritt der Rechtskraft kann der Auditor das Strafmandat noch zu Gunsten oder zu Lasten des Bestraften ändern oder aufheben.
Die Kosten trägt bei einer Verurteilung der Beschuldigte (Artikel 151 MStP); dies gilt auch im Strafmandatsverfahren. Im Falle einer Einsprache können vor Militärgericht weitere Kosten anfallen.
Stellt das Fehlverhalten bloss einen sogenannten leichten Fall dar (und ist ein solcher gesetzlich vorgesehen) oder ist das nachgewiesene Verhalten gar nicht strafbar, erlässt der Auditor kein Strafmandat, sondern eine Einstellungsverfügung.
Ist für das Fehlverhalten dagegen nach Ansicht des Auditors eine seine Strafkompetenz überschreitende Strafe angezeigt, ist Anklage an das Militärgericht zu erheben.
Sind an einem Delikt mehrere Täter beteiligt, braucht das Verfahren nicht mit einem einzigen Strafmandat abgeschlossen zu werden.

## Übrige Strafmandate
Strafmandate existierten auch noch im bisherigen kantonalen Recht, so zum Beispiel im bernischen Strafverfahren gemäss den Artikeln 262 ff. des Gesetzes über das Strafverfahren (StrV) (bei denen allerdings der Untersuchungsrichter das Strafmandat erliess).
Die Schweizerische Strafprozessordnung enthält an Stelle des Begriffs Strafmandat denjenigen des Strafbefehls (Art. 352 ff. StPO).